# 高桑純夫
高桑 純夫（たかくわ すみお、1903年6月4日 - 1979年5月21日）は、日本の哲学者、思想評論家。
東京女子医科大学教授、愛知大学教授を歴任。

## 来歴
奈良県出身。上智大学文学部哲学科卒。1940年陸軍士官学校教授。中世スコラ哲学を研究するが、戦後唯物論哲学に転じ主体性論争で活躍。
1965年原水爆禁止国民会議事務局長。

## 著書
- 『提要独逸小文典』（南山堂書店） 1936
- 『三木哲学 哲学の本質への反省』（夏目書店） 1946
- 『中世精神史序説 アウグスチヌス研究』（みすず書房） 1947
- 『ヒューマニズム研究』（夏目書店） 1947
- 『個性について』（北隆館） 1948
- 『唯物論と主体性』（国土社） 1948
- 『主体性と実存』（塙書房） 1948
- 『実存主義者サルトルをめぐつて』（草美社） 1948
- 『人間の自由について』（岩波新書） 1949
- 『自由の構造』（塙書房、はなわ叢書） 1949
- 『二つの世界観』（毎日新聞社、毎日選書） 1950
- 『真実に生きる 若き人々のために』（改造社） 1950
- 『真実に生きる 続』（改造社） 1950
- 『近代の思想』（毎日新聞社、毎日ライブラリー） 1950
- 『ある魂の病歴 人生論ノート』（志摩書房） 1951
- 『如何に生くべきか』（河出書房、市民文庫） 1952
- 『今日を生きる人間』（東和社） 1952
- 『哲学入門 見るものから働くものへ』（光文社、考える世代とともに） 1953
- 『現代イデオロギー』（要選書） 1954
- 『憲法改変の情勢に抗して とくに再軍備問題を中心に』（憲法擁護国民連合、平和憲法シリーズ） 1954
- 『考えることと為すこと 現代思潮の一隅から』（社会思想研究会出版部、現代教養文庫） 1956
- 『現代に生きる思想』（理論社、私の大学・社会思想講座・20世紀の思想とモラル） 1956
- 『古典人の言葉』（実業之日本社、現代に生きる言葉双書） 1956
- 『日本のヒューマニスト』（英宝社） 1957
- 『生活のなかの自由』（実業之日本社、現代を生きる考え方双書） 1957
- 『人生論ノート』（青春新書） 1959
- 『倫理学入門』（青春出版社） 1961
- 『若い人への言葉 人間形成の思想』（青春新書） 1962
- 『人間の条理 哲学に何をまなぶか』（青春出版社） 1966
- 『近代哲学思想史要』（世界書院） 1978

## 編集
- 『自我と実存』（白揚社） 1948
- 『哲学と文学』（塙書房） 1948
- 『人権の思想』（毎日新聞社、毎日ライブラリー） 1962

## 翻訳
- 『印度哲学概論』（オットー・シュトラウス、甲子社書房） 1927
- 『聖トマス・アクィナス その生涯及び思想』（グラープマン、長崎書店） 1934、改版 1977
- 『形而上学叙説 有と本質とに就て』（聖トマス、岩波文庫） 1935、のち復刊
- 『哲学概論』（ヴィンデルバント、速水敬二, 山本光雄共訳、岩波文庫） 1936、のち復刊
- 『ソリロキア  私との対話』（アウグスチヌス、筑摩書房） 1942  
  - 『ソリロキア・浄福の生』（アウグスチヌス、筑摩書房） 1949
- 『民族発展の論理』（マックス・ヴント、日光書院） 1943
- 『倫理学』（スピノーザ、河出書房、世界大思想全集） 1954
- 『哲学の変貌』（ハワード・セルサム、中野好之共訳、紀伊国屋書店） 1959

## 参考
- 『日本人名大辞典』